# British Aerospace Harrier II
BAE Systems/Boeing Harrier II (chuỗi GR5, GR7, và GR9) là máy bay phản lực cất hạ cánh thẳng đứng/trên đường băng ngắn thế hệ thứ hai được sử dụng bởi Không quân Hoàng gia Anh (RAF), và từ năm 2006 là Hải quân Hoàng gia Anh. Loại máy bay này được phát triển từ mẫu Hawker Siddeley Harrier và nó rất giống với loại máy bay do Hoa Kỳ chế tạo là AV-8B Harrier II. Cả hai loại máy bay này chủ yếu được sử dụng với nhiệm vụ để tấn công mục tiêu ban ngày hoặc đa vai trò, và chúng thường hoạt động trên một số tàu sân bay loại nhỏ.

## Tổng quan
Sự phát triển mẫu máy bay kế vị của loại Harrier đầu tiên bắt đầu như một nỗ lực hợp tác giữa McDonnell Douglas (Hoa Kỳ) và Hawker Siddeley (Vương quốc Anh). Nhưng chi phí phát sinh quá lớn khi phát triển mẫu máy bay này đã dẫn đến việc Hawker rút khỏi dự án, nhưng công việc vẫn được tiến hành bởi người Mỹ, do họ quan tâm đến mẫu máy bay này. Người Anh bắt đầu phát triển lại dự án này vào cuối thập niên 1970, họ đã sản xuất phiên bản của riêng mình là Harrier II dựa vào thiết kế của Mỹ. Trong dự án phiên bản của Vương quốc Anh, hãng BAE Systems là nhà thầu chính và Boeing là nhà thầu phụ.
Harrier II là một phiên bản được sửa đổi rất nhiều so với loạt Hawker Siddeley Harrier GR1/GR3 thế hệ thứ nhất, Harrier II bay lần đầu tiên vào tháng 12 năm 1967. Nguyên bản khung máy bay làm bằng hợp kim nhôm đã được thay thế bằng một khung máy bay được làm phần lớn bằng vật liệu composite, làm máy bay giảm trọng lượng và tăng trọng tải tối đa/phạm vi bay, đối với loại máy bay Harrier II thì trọng tải và phạm vi bay được quan tâm hàng đầu. Một mẫu cánh mới làm tăng thêm 14% diện tích bề mặt và bề dày so với loại cánh cũ đã được sử dụng.

## Hoạt động phục vụ

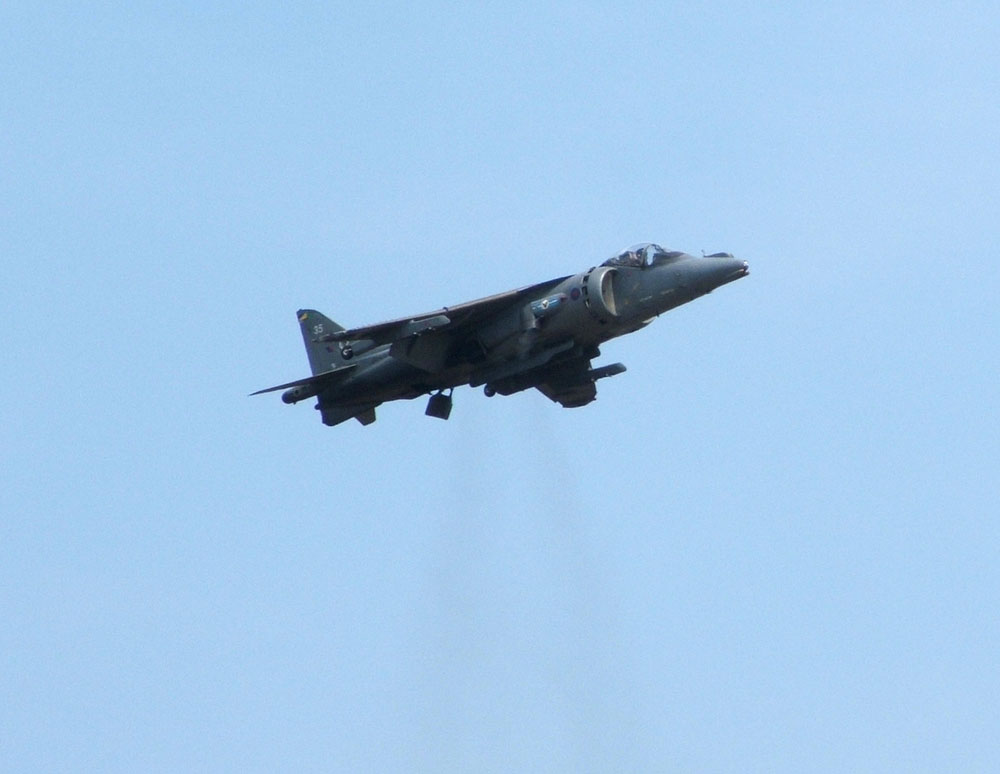
GR-7 biểu diễn tại Triển lãm Hàng không Farnborough; nó đang bay lơ lửng với khói từ động cơ đang xả ra

Trong biên chế của RAF, những chiếc Harrier được sử dụng trong vai trò tấn công mặt đất và trinh sát. Không giống như loại nâng cấp Harrier AV8B+, RAF đã lựa chọn giải pháp không sử dụng một radar tích hợp nhiều hệ thống vào trong máy bay của mình, dù máy bay vẫn được giữ lại một Hệ thống dẫn đường quán tính. Tên lửa không đối không (AAM) chủ yếu của Harrier là AIM-9 Sidewinder dẫn đường hồng ngoại (sự kết hợp của Harrier và Sidewinder đã tỏ ra có hiệu quả trong chiến đấu chống lại những chiếc Mirage của Argentina trong cuộc xung đột Falklands), nhưng nó không thể mang được tên lửa tầm trung AIM-120 AMRAAM. Với việc nghỉ hưu của Sea Harrier, radar Blue Vixen của Sea Harrier đã được đề xuất nâng cấp thành tiêu chuẩn radar của phiên bản GR9. Tuy nhiên, bộ quốc phòng đã loại bỏ điều này, vì họ cho rằng nó quá mạo hiểm và quá đắt. Bộ trưởng lực lượng vũ trang Adam Ingram ước tính chi phí sẽ hơn 600 triệu bảng Anh.

### Tương lai
Với việc nghỉ hưu của Sea Harrier thuộc Hải quân hoàng gia vào năm 2006, những chiếc Harrier thuộc các phi đội của RAF đã được giao nhiệm vụ chia sẻ máy bay với các phi đội khác của hải quân. Vào năm 2006, phiên bản GR9 cũng đã bắt đầu hoạt động trong Không quân Hải quân Hoàng gia, khi những phi đội Sea Harrier trước đây đang cải tổ để sử dụng loại máy bay mới. Người ta hy vọng GR9 sẽ hoạt động trong biên chế cho đến năm 2015, khi những chiếc F-35 đầu tiên được biên chế vào các phi đội. Tại thời điểm này, chương trình JSF cần phải có được một khả năng hoạt động ban đầu (IOC).

## Phiên bản
GR5

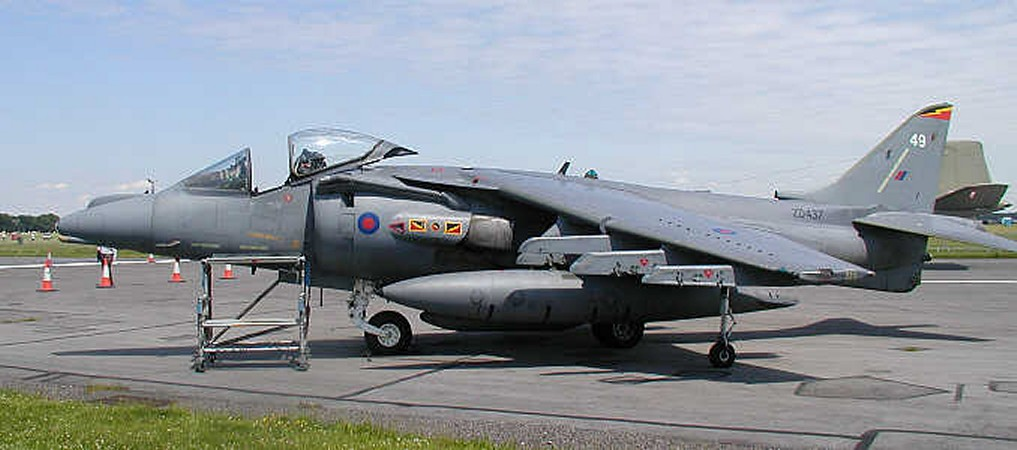
Harrier GR7

GR5 là thế hệ Harrier thứ 2 đầu tiên của RAF với việc phát triển bắt đầu vào năm 1976. 2 chiếc AV-8A đã được cải tiến sửa đổi thành tiêu chuẩn Harrier II vào năm 1979 và hoạt động như máy bay thuyết trình. Chiếc GR5 đầu tiên được BAE phát triển chế tạo bay lần đầu vào ngày 30 tháng 4, 1985 và bắt đầu hoạt động trong biên chế vào tháng 7 năm 1987. GR5 khác nhiều so với AV-8B của Thủy quân lục chiến Hoa Kỳ, như hệ thống điện tử, vũ khí và biện pháp trả đũa được điều chỉnh khác so với AV-8B. 41 chiếc GR5 đã được chế tạo.
GR5A
GR5A là một phiên bản phụ của Harrier, nó hợp nhất những sự thay đổi trong thiết kế nâng cấp GR7. 21 chiếc GR5A được chế tạo.
GR7
GR7 bay lần đầu tiên vào tháng 5-1990 và hoạt động triển khai quân sự đầu tiên của nó là vào tháng 8-1995 tại Nam Tư cũ. Trong khi GR7 được triển khai trên những tàu sân bay lớp Invincible trong suốt thời gian thử nghiệm từ đầu tháng 6-1994, thì hoạt động triển khai đầu tiên trên biển lại bắt đầu vào năm 1997. Sự sắp đặt này được chính thức hóa với Joint Force Harrier, hoạt động cùng với Sea Harrier của Hải quân Hoàng gia.
GR7 hình thành nên mũi nhọn trong hoạt động đóng góp của RAF đối với Lực lượng Đồng minh trong chiến dịch NATO ném bom Cộng hòa Liên bang Nam Tư 1999, nhiệm vụ của NATO ở Kosovo. Trong thời gian chiến dịch này, RAF đã xác định được những thiếu sót quan trọng trong kho vũ khí hiện nay của họ. RAF đã sử dụng tên lửa AGM-65 Maverick và Enhanced Paveway trong biên chế, kết hợp với hệ thống dẫn đường GPS, nhưng những vũ khí này đã không tiêu diệt được mục tiêu khi gặp phải khói và thời tiết xấu. Sử dụng những thiết bị quân nhu được hiện đại hóa như thiết bị không người lái và đạn chùm, GR7 đã giữ một vai trò nổi bật trong Chiến dịch Telic, hoạt động quân sự của liên minh Anh-Mỹ ở Iraq vào năm 2003. GR7 tham gia vào các nhiệm vụ tấn công và hỗ trợ từ trên không trong suốt cuộc xung đột.
GR7A

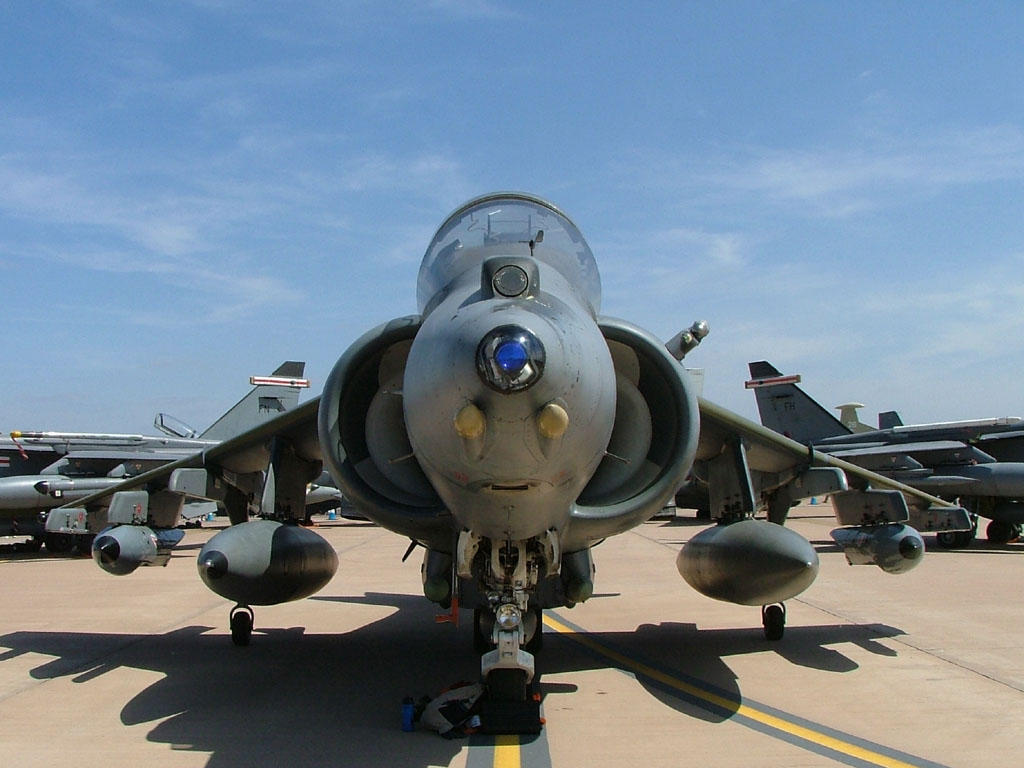
Một chiếc RAF Harrier GR7A tại RIAT 2005

GR7A là giai đoạn đầu tiên trong một quá trình nâng cấp tới tiêu chuẩn của GR9. GR7A là GR7 với một động cơ Rolls-Royce Pegasus 107 nâng cấp. Khi nâng cấp tới tiêu chuẩn của GR9, những phiên bản nâng cấp động cơ sẽ được giữ lại tên gọi A, trở thành GR9A. 40 chiếc GR7 sẽ được hiện đại hóa thành tiêu chuẩn GR9A. Động cơ Mk 107 cung cấp thêm lực đẩy khoảng 3.000 lbf (13 kN) so với 21.750 lbf (98 kN) của động cơ Mk 105, tăng hiệu suất của máy bay trong những thao tác "nóng và cao" và hoạt động trên tàu sân bay.
GR9
Harrier GR9 là một phiên bản hiện đại hóa hệ thống điện tử và vũ khí từ tiêu chuẩn của GR7. Những nâng cấp này, còn được biết đến như Chương trình Vũ khí Hợp nhất - Integrated Weapons Programme (IWP), cho phép máy bay sử dụng được những vũ khí thông minh mới nhất, hệ thống dẫn đường quán tính và định vị toàn cầu mới (INS/GPS). Những vũ khí mới được kết hợp bao gồm tên lửa Brimstone, Maverick, Paveway III LGB và Paveway IV PGB. Máy bay cũng sẽ được hợp nhất với hệ thống khóa mục tiêu Sniper. Vào tháng 7-2007, BAE Systems đã hoàn thành 7 khung máy bay Harrier GR9 thay thế phần thân sau cho những chiếc Harrier II của Bộ quốc phòng Anh. Những thành phần thân máy bay đã được thiết kế và chế tạo là một phần của chương trình kéo dài trong 3 năm trị giá 20 triệu bảng để nâng cấp GR9. Lưu trữ ngày 5 tháng 9 năm 2010 tại Wayback Machine
GR9A
Harrier GR9A là một phiên bản của GR7A được nâng cấp hệ thống điện tử, vũ khí và động cơ.
T10
Harrier T10 là phiên bản huấn luyện 2 chỗ nguyên bản của Harrier thế hệ thứ 2. RAF đang xem xét việc nâng cấp máy bay huấn luyện Harrier thế hệ đầu có tên gọi là T4 thành tiêu chuẩn của Harrier II. Tuy nhiên vì tuổi thọ của những khung máy bay và mức độ cải tiến yêu cầu lớn, nên RAF đã quyết định chế tạo máy bay huấn luyện Harrier Ii mới hoàn toàn. RAF sử dụng máy bay huấn luyện của thủy quân lục chiến Mỹ là chiếc TAV-8B, như một thiết kế mẫu dành cho thiết kế của mình. Không giống như loại huấn luyện của Mỹ, những chiếc T10 có khả năng chiến đấu đầy đủ. 13 chiếc được chế tạo.
T12
Với việc hiện đại hóa GR7 thành tiêu chuẩn của GR9, RAF mong muốn có những máy bay huấn luyện chuyên biệt của dòng Harrier. Máy bay này sẽ có tên gọi là T12, là những chiếc T10 với IWP nâng cấp.

## Các đơn vị sử dụng Harrier II
Không quân Hoàng gia
- Phi đội số 1
- Phi đội số 3 (từ năm 2006)
- Phi đội số 4
- Phi đội số 20

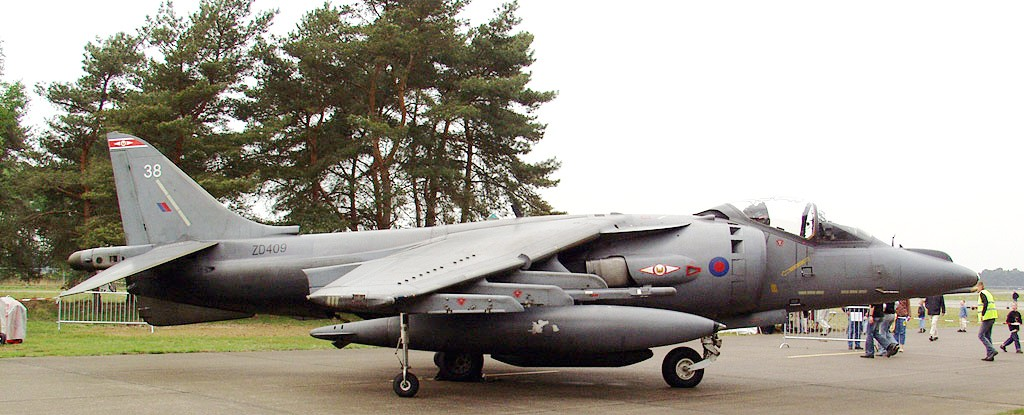
Harrier GR7A

- RAF SAOEU Đơn vị đánh giá hoạt động tấn công

Hải quân Hoàng gia
- Phi đội 800 Hải quân
- Phi đội 801 Hải quân (từ 1 tháng 10 năm 2006)

## Thông số kỹ thuật (Harrier GR.7)

### Đặc điểm riêng
- Phi đoàn: 1 hoặc 2
- Chiều dài: 46 ft 4 in (14.1 m)
- Sải cánh: 30 ft 4 in (9.2 m)
- Chiều cao: 11 ft 9 in (3.5 m)
- Diện tích cánh: 230 ft²
- Trọng lượng rỗng: 12.500 lb (5.700 kg)
- Trọng lượng cất cánh: 15.703 lb (7.123 kg)
- Trọng lượng cất cánh tối đa: 18.950 lb VTO; 31.000 lb STO (8.595 kg VTO; 14.061 kg STO)
- Động cơ: 1× động cơ phản lực Rolls-Royce Pegasus 105, với 4 vòi chỉnh hướng phụt, 21.750 lb (23.800 lb (GR7A))

### Hiệu suất bay
- Vận tốc cực đại: 662 mph (1.065 km/h)
- Tầm bay: 2015 dặm
- Trần bay: 50.000 ft (15.000 m)
- Vận tốc lên cao: 40.000 ft/min (203.2 m/s)
- Lực nâng của cánh: n/a
- Lực đẩy/trọng lượng: n/a

### Vũ khí
- 2x pháo ADEN 30mm
- Paveway 2, Paveway III LGB, Paveway IV PGB, bom 540 lb và 1000 lb;
- Maverick, Brimstone, Sidewinder, ASRAAM
- Tên lửa chùm CRV7
- Hệ thống do thám Joint Reconnaissance Pod

## Văn hóa đại chúng
Harrier đã xuất hiện trong một số bộ phim và trò chơi điện tử.

## Nội dung liên quan

### Máy bay có cùng sự phát triển
- Hawker Siddeley Harrier
- BAE Sea Harrier
- AV-8B Harrier II

### Máy bay có tính năng tương đương
- Boeing X-32
- F-35 Lightning II
- Yakovlev Yak-38